# فيليب برونيل
فيليب برونيل (بالإنجليزية: Philip Brunelle)‏ هو موزع وعازف بيانو أمريكي، ولد في 1 يوليو 1943 في فيرباولت في الولايات المتحدة.

## وصلات خارجية
- فيليب برونيل على موقع ميوزك برينز (الإنجليزية)
- فيليب برونيل على موقع أول ميوزيك (الإنجليزية)
- فيليب برونيل على موقع ديسكوغز (الإنجليزية)